# Pixelfed
Pixelfed é uma plataforma federada de compartilhamento de imagens na forma de software livre que utiliza o protocolo ActivityPub para federar e compartilhar imagens com outras plataformas, como; Friendica, Mastodon, Nextcloud, PeerTube, Funkwhale, etc.

## Desenvolvimento
O desenvolvimento da rede social começou após o programador canadense Daniel Supernault (dansup), fazer o anúncio da então jovem rede social federada em maio de 2018 no Mastodon.
O trabalho de desenvolvimento seguiu com reaproveitamento dum repositório no GitHub que Daniel Supernault utilizava para outros projetos desde 2011, ele serviu como base para hospedar o código-fonte do Pixelfed.
Também houve a necessidade de atrair patrocinadores para o projeto por meio do Patreon, da Liberapay e também na Open Collective.
A campanha da plataforma nos serviços de patrocínio alcançou em duas semanas pouco mais de 750 assinantes.
A primeira versão estável do Pixelfed, de número v0.1.9, foi lançada em novembro de 2018 e estava disponível apenas no idioma inglês com recursos bastante limitados. Todavia, era possível enviar fotos individuais ou em álbuns, aplicar filtros, comentar publicações e seguir usuários ou hashtags.
O anúncio oficial para inscrição pública na plataforma deu-se pouco mais de um ano depois, em novembro de 2019 no Twitter.

## Plataforma descentralizada
Pixelfed é uma plataforma descentralizada, isto significa que os dados não são armazenados num servidor central. Igual a outras redes sociais federadas, Pixelfed possui diferentes servidores, também chamados de "instâncias". A vantagem das instâncias é a possibilidade para inscrever-se num servidor local, assim, obter conteúdo localizado. Os próprios usuários das instâncias fazem a gestão da rede de forma orgânica.
As instâncias, mesmo independentes, podem interagir umas com as outras. Essa capacidade de comunicação em diferentes servidores vem do protocolo utilizado, o ActivityPub. Ele permite a criação de redes sociais abertas e descentralizadas, como; Mastodon, Friendica, PeerTube, Diaspora, entre outros.
A primeira instância do Pixelfed foi a; pixelfed.social, ele hospedava o perfil do programador; Daniel Supernault.

## Comparação
A plataforma é frequentemente apresentada como uma alternativa livre e de código aberto ao Instagram por sua semelhança. Também é totalmente livre de anúncios, algoritmos e rastreadores, o que ajuda a economizar largura de banda e tornar a experiência do usuário mais rápida.
Apesar da semelhança da interface "Instagram", o serviço Pixelfed efetivamente incorpora recursos da rede social Mastodon. O serviço também possui um sistema de notificação que possibilita saber tudo o que acontece no perfil do usuário, como; reações, comentários, hashtags e tópicos, atividades dos seguidores, compartilhamento de postagens, entre outros.

## Privacidade
Em termos de privacidade, Pixelfed possui; sistemas de autenticação de dois fatores, registros de contas, capacidade de bloquear contas, capacidade de conectar dispositivos, além de um centro de ajuda. Também pode silenciar contas, tornar o perfil privado, remover postagens, desabilitar comentários e ocultar contagem de seguidores.